# Mesula
Mesula (me'sula) är ett dialektalt ord för "mittstolpe". Större allmogebyggnader som lador och uthus kunde förr i tiden byggas med taket vilande på en mittstolpe eller mesula. Byggteknisk benämning är mesulakonstruktion.